# Aphaniosoma spatulatum
Aphaniosoma spatulatum är en tvåvingeart som beskrevs av Ebejer 1993. Aphaniosoma spatulatum ingår i släktet Aphaniosoma och familjen gulflugor.
Artens utbredningsområde är Malta. Inga underarter finns listade i Catalogue of Life.